# 阿尔贝·乌代尔佐
阿尔贝托·阿莱安德罗·乌代尔佐（義大利語：Alberto Aleandro Uderzo，發音：[alˈbɛrto aleˈandro uˈdɛrtso]；1927年4月25日—2020年3月24日），知名于其笔名阿尔贝·乌代尔佐（法語：Albert Uderzo，發音：[albɛʁ ydɛʁzo]），法国著名漫画家和编剧。他最出名的作品是漫画《阿斯泰利克斯历险记》（同勒内·戈西尼合作）《唐吉和拉韦迪尔》和《温帕帕》（同勒内·戈西尼合作）。

## 早期生活
1927年4月25日，阿尔贝·乌代尔佐出生于法国的马恩省。父亲西尔维奥（Silvio）和母亲伊里娅（Iria）都是来自意大利的移民。他的姓“乌代尔佐”来源于意大利小镇奥德尔佐，那里是他们的祖籍。尽管他很小的时候就显示出了艺术天分，但是他还是希望长大了可以成为一名飞机技师。
1940年，他年仅13岁便受雇于巴黎出版协会（Paris Publishing Society）成为一名年轻的美术编辑。他的第一幅插画：一幅取材于伊索寓言的漫画发表于杂志《少年》（Junior）上。在那里，他遇到了著名漫画家埃德蒙-弗朗索瓦·卡尔沃，他鼓励乌代尔佐成为一名画家。
1934年，乌代尔佐获得了法国籍。在二战期间，十几岁的乌代尔佐离开巴黎，在布列塔尼住了一年，在那里，他先在一个农场里做工，后来和他的父亲一起制作家具。

## 职业生涯和主要作品
1945年战争结束，他回到了巴黎。他参加了由绸缎出版社（Éditions du Chêne）组织的连环漫画比赛，随后他的首部连环漫画《柯劳皮纳德的冒险》（Les aventures de Clopinard）在这家出版社发表。在这个时期，乌代尔佐还为小说《火焰剑》（Flamberge）配置插图，还参与了电影《克里克来》（Clic-Clac）的创作工作。
1949年，乌代尔佐成为《法兰西周日报》（France Dimanche）的记者和插画家，他为《法兰西晚报》（France-Soir）绘制漫画《犯罪是不值得的》（'Le Crime ne Paie pas）。
1950年，乌代尔佐为杂志《喝彩！》（Bravo!）画了几期漫画《小惊奇队长》（Captain Marvel Jr.），在此之后，他被一家比利时出版代理公司介绍到布鲁塞尔，在那里他结识了很多出名的漫画家，比如Victor Hubinon、Eddy Paape和Mitacq，还有编剧让-米歇尔·沙利耶。更重要的是他认识了勒内·戈西尼，很快他们就成为了好朋友。随后，他们开始了一段世界著名的漫画创作合作。
1951年11月，乌代尔佐和戈西尼共同创作的第一部作品《礼仪风貌》（a feature on savoir-vivre）发表在女性周刊上。接着他们为杂志《自由青年》（La Libre Junior）创作了漫画《Jehan Pistolet》和《Luc Junior》。
1955年，乌代尔佐、沙利耶、戈西尼、埃布拉尔共同创立了埃迪出版集团（syndicate Edipress/Edifrance）。与此同时，乌代尔佐和戈西尼为杂志《自由青年》（La Libre Junior）创作了现实主义的漫画系列《Bill Blanchart》。
1957年，乌代尔佐与沙利耶共同创作了漫画《克莱雷特》（Clairette）。一年以后，他在著名漫画杂志《丁丁》上的首部作品《温帕帕》发表，随后发表的还有《Poussin et Poussif》、《La Famillle Moutonet》和《La Famille Cokalane》。
1959年，一本新的漫画杂志《飞行员》发行。乌代尔佐从一开始就是最主要的漫画家之一，他为卡里埃编写的漫画《唐吉和拉韦迪尔》和戈西尼编写的漫画《阿斯泰利克斯历险记》配画。
在1977年戈西尼去世以后，他自己独立承担漫画《阿斯泰利克斯历险记》的编写和配画工作。这部漫画是他一生之中的最主要作品。
2020年3月24日，烏代爾佐逝世，終年92歲。

## 获奖和荣誉
- 1985年，获得法国荣誉军团勋章骑士勋位。
- 2005年，正式进入美国“威尔·埃斯纳名人堂”（Will Eisner Hall of Fame）。
- 2007年，获得荷兰雄狮勋章（英语：Order of the Netherlands Lion）骑士勋位。
- 2008年，在联合国教科文组织的世界上最多种译本的法语作家列表中，乌代尔佐排名第十位。在世界上最多种译本的法语漫画作家列表中，乌代尔佐排名第三位。[7]